# Mursia australiensis
Mursia australiensis is een krabbensoort uit de familie van de Calappidae. De wetenschappelijke naam van de soort is voor het eerst geldig gepubliceerd in 1971 door Campbell.